# Kirill Gevorgian
Kirill Goratsiyevich Gevorgian (né le 8 avril 1953) est un juriste et diplomate russe. De 2003 à 2009, il est ambassadeur de Russie aux Pays-Bas. En 2014, il est élu à la Cour internationale de Justice (CIJ) siégeant de 2015 à 2024.

## Biographie
Kirill Geworgjan est né à Moscou en 1953 et étudie le droit international à l’Institut des relations internationales de Moscou de 1970 à 1975, puis poursuit ses études à l’Académie diplomatique du ministère des affaires étrangères de 1975 à 1978 à Moscou. Il travaille ensuite jusqu’en 1987 dans le domaine des traités et du droit au ministère des Affaires étrangères, notamment comme chef de la section des droits de l’homme. De 1987 à 1992, il dirige le département des aspects juridiques des relations multilatérales au sein du département de droit international avant d’occuper les fonctions de directeur adjoint du département juridique du ministère en 1992/1993.
Il est ensuite conseiller à l’ambassade de Russie en France de 1993 à 1997, avant de reprendre le poste de directeur adjoint du département juridique de 1997 à 2003. De 2003 à 2009, il est ambassadeur extraordinaire et plénipotentiaire de la Russie aux Pays-Bas et représentant permanent de son pays auprès de l’Organisation pour l’interdiction des armes chimiques. À partir de 2009, il est directeur du département juridique du ministère russe des Affaires étrangères. Il devient juge àa cour de justice internationale en 2015.
Le 8 février 2021, Gevorgian est élu vice-président du tribunal, succédant à Xue Hanqin.
En mars 2022, lors du différend entre la Russie et l’Ukraine sur des allégations de génocide (Ukraine c. Fédération de Russie), Gevorgian vote contre l’adoption de mesures provisoires qui ordonnent à la Russie de cesser son opération spéciale en Ukraine, car il estime que la Cour n’a aucune compétence sur cette affaire. Néanmoins, la mesure est adoptée par treize voix contre deux, l'autre voix dissidente étant celle du juriste chinois Xue Hanqin. Malgré cette conclusion, il vote en faveur de la mesure demandant aux Parties de ne pas aggraver leur différend puisque, comme il l'a déclaré, « le pouvoir d'indiquer une telle mesure est un pouvoir inhérent à la Cour ».
Le 9 novembre 2023, lors de l'élection des juges de la Cour internationale de justice de 2023, Gevorgian n'est pas réélu comme l'un des deux juges d'Europe de l'Est à la CIJ, marquant la première fois que l'URSS/Russie ne serait pas représentée à la Cour. Gevorgian reçoit les voix de 77 membres de l'Assemblée générale de l'ONU, tandis que le candidat roumain, Bogdan Aurescu, en reçoit 117, étant élu à sa place.